# Thomas Wegmüller
Thomas Wegmüller (Schlieren, 18 september 1960) is een voormalig Zwitsers wielrenner.

## Belangrijkste overwinningen
1985
- Giro del Mendrisiotto

1986
- Stausee Rundfahrt Klingnau

1988
- 5e etappe Kellogg's Tour of Britain

1989
- Grote Prijs van Wallonië

1990
- Rund um den Henninger-Turm
- GP des Nations

1992
- Ronde van het Maggioremeer

## Resultaten in voornaamste wedstrijden
| Jaar | Ronde van Italië | Ronde van Frankrijk | Ronde van Spanje |
| ---- | ---------------- | ------------------- | ---------------- |
| 1987 |                  |                     |                  |
| 1988 |                  |                     | opgave           |
| 1989 |                  | 100e                |                  |
| 1990 |                  | 112e                |                  |
| 1991 |                  | 155e                |                  |
| 1992 |                  |                     | 128e             |
| 1993 |                  |                     |                  |

| Jaar | Milaan-San Remo | Gent-Wevelgem | Ronde van Vlaanderen | Parijs-Roubaix | Luik-Bast.‑Luik | Ronde van Lombardije | Parijs-Tours | Waalse Pijl | Bretagne Classic |  | WK op de weg |  | Wereldranglijsten |
| ---- | --------------- | ------------- | -------------------- | -------------- | --------------- | -------------------- | ------------ | ----------- | ---------------- |  | ------------ |  | ----------------- |
| 1987 |                 | 103e          | 51e                  |                | 76e             |                      | 92e          | 19e         |                  |  | 35e          |  |                   |
| 1988 |                 |               |                      | ↑              |                 |                      | 44e          |             | 7e               |  | 12e          |  |                   |
| 1989 | 102e            |               |                      | 50e            | 108e            | 41e                  | 103e         |             | 5e               |  | 36e          |  |                   |
| 1990 |                 |               |                      | 7e             | 85e             | 9e                   | 68e          |             | Brons            |  | 45e          |  | 8e (UWB)          |
| 1991 | 140e            |               | 36e                  | 68e            |                 | 48e                  | 122e         |             | 4e               |  | 95e          |  |                   |
| 1992 | 206e            |               | ↑                    | 59e            |                 | 51e                  |              |             |                  |  | 53e          |  | 13e (UWB)         |
| 1993 |                 |               |                      |                |                 |                      | 100e         |             |                  |  |              |  |                   |